# Aprostocetus irvingi
Aprostocetus irvingi är en stekelart som först beskrevs av Girault 1917.  Aprostocetus irvingi ingår i släktet Aprostocetus och familjen finglanssteklar. Inga underarter finns listade i Catalogue of Life.